# باب استیلر
باب استیلر (انگلیسی: Bob Stiller) کارآفرین و سرمایه‌دار اهل ایالات متحده آمریکا است، که در سال ۱۹۸۲ شرکت کیورگ دکتر پپر را تأسیس کرد.